# Îles Diego Ramirez
Pour les articles homonymes, voir Ramírez et Île Ramírez.
Les îles Diego Ramirez (en espagnol : Islas Diego Ramírez) sont un ensemble de petites îles situé dans le Sud-Est de l'océan Pacifique sud, à l'extrémité nord-ouest du passage de Drake et à 105 kilomètres à l'ouest-sud-ouest du cap Horn. L'archipel appartient à la commune de Cabo de Hornos de la province de l'Antarctique chilien, dans la région de Magallanes, au Chili.

## Description

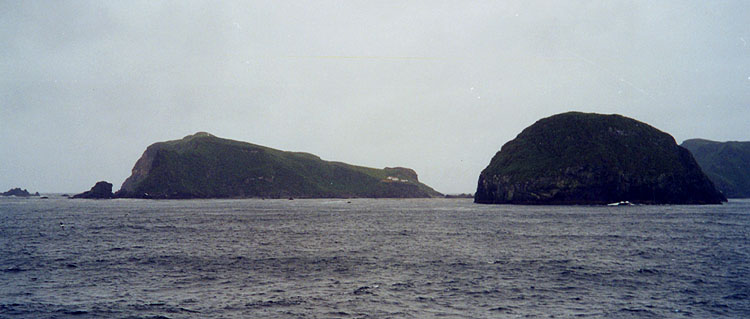
Vue partielle des îles Diego Ramirez.

L'archipel qui s'étale sur 10 kilomètres dans le sens nord-sud et recouvre au total un petit peu plus d'un kilomètre carré de superficie, est constitué d'un petit groupe de 6 îles dans sa partie nord et d'un deuxième groupe plus important dans sa partie sud. La passe Nodal sépare les deux ensembles, distants de 3,75 kilomètres.

## Histoire

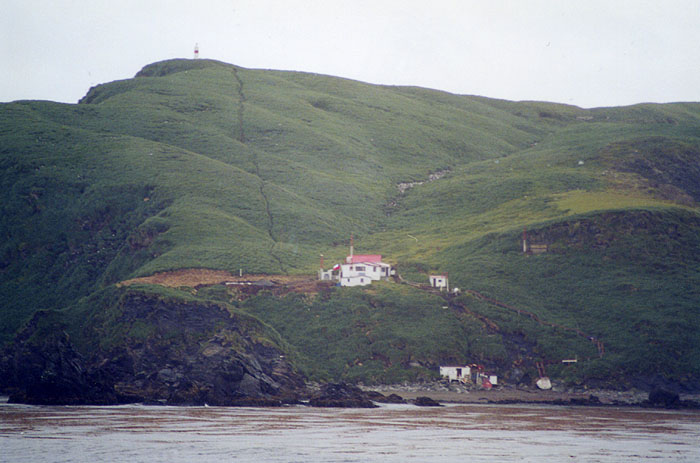
La station chilienne sur l'île Gonzalo, avec une balise visible au sommet de l'île.

Ces îles ont été aperçues pour la première fois le 12 février 1619 par l'expédition Garcia de Nodal, et furent baptisées Diego Ramirez en l'honneur du marin et cosmologiste espagnol Diego Ramírez de Arellano, qui faisait partie du voyage en tant que pilote. Il est toutefois probable que ces îles soient celles sur lesquelles Sir Francis Drake avait débarqué en septembre 1578 et qui étaient « plus au sud de trois quarts d'un degré que toutes les autres îles ».
Elles ont été considérées pendant 156 ans comme le point de terre le plus austral au monde, jusqu'à la découverte des îles Sandwich du Sud en 1775. Elles constituent cependant l'archipel le plus au sud du plateau continental sud-américain. Le cap Horn est le point le plus au sud de l'Amérique du Sud. Il fait partie d'un archipel côtier et même continental alors que les îles Diego Ramirez sont isolées dans l'océan et ne peuvent en aucun cas être qualifiées de côtières.
La Marine chilienne a installé en 1951 une station météorologique au-dessus de Caleta Condell, une petite baie au nord-est de l'île Gonzalo, et la réapprovisionne plusieurs fois par an. Des navires, qui se dirigent vers l'Antarctique ou en reviennent, passent de temps en temps à proximité de l'archipel.

## Faune
Les îles Diego Ramirez sont un important lieu de nidification pour plusieurs oiseaux des mers australes, comme l'Albatros à sourcils noirs, l'Albatros à cape blanche, le Synallaxe subantarctique et le Pétrel géant.
Une étude de 2009 a montré l'importante présence des espèces de raies Amblyraja amblyraja frerichsi, Bathyraja cousseauae, Bathyraja meridionalis et Bathyraja macloviana et de requins Somniosus pacificus, Squalus acanthias et Lamna nasus. La plus abondante et richesse des espèces étaient représentées par l'ordre des Rajiformes dans les eaux des îles Diego Ramirez.

## Climat
Les îles Diego Ramirez ont un climat de type DM (subpolaire océanique ou océanique froid) avec comme record de chaleur 21,3 °C le 25 mars 2003 et comme record de froid −9 °C le 17 août 1979 et le 5 août 1977. La température moyenne annuelle est de 5,4 °C.
| Mois                              | jan.  | fév. | mars | avril | mai | juin | jui. | août | sep. | oct. | nov. | déc. | année   |
| --------------------------------- | ----- | ---- | ---- | ----- | --- | ---- | ---- | ---- | ---- | ---- | ---- | ---- | ------- |
| Température minimale moyenne (°C) | 5,4   | 5,6  | 4,9  | 4     | 2,9 | 1,9  | 1,5  | 1,3  | 1,8  | 2,8  | 3,7  | 4,6  | 3,4     |
| Température moyenne (°C)          | 7,5   | 7,7  | 7    | 6     | 4,9 | 3,8  | 3,4  | 3,3  | 3,9  | 4,8  | 5,7  | 6,6  | 5,4     |
| Température maximale moyenne (°C) | 9,5   | 9,7  | 9    | 8     | 6,8 | 5,6  | 5,3  | 5,3  | 6    | 6,7  | 7,8  | 8,6  | 7,3     |
| Record de froid (°C)              | −1    | −2   | −3   | −2,3  | −5  | −8   | −7   | −9   | −6,8 | −4   | −3,4 | −2   | −9      |
| Record de chaleur (°C)            | 20    | 19,4 | 21,3 | 19,3  | 13  | 15,5 | 14   | 13   | 14   | 13   | 16   | 19,6 | 21,3    |
| Précipitations (mm)               | 116,6 | 81,6 | 93,9 | 90,2  | 72  | 76,5 | 68,9 | 76,2 | 71   | 98   | 95,8 | 86,7 | 1 027,2 |